# Col Kulma
Le col Kulma est un col de montagne situé à 4 362 mètres d'altitude dans le chaînon Sarikol à l'est du Pamir, à la frontière entre la république populaire de Chine et le Tadjikistan. Il s'agit du seul point de passage routier entre les deux pays. Il a rouvert en mai 2004 et permet de relier la route du Karakoram à la route M41 la seconde quinzaine de chaque mois de mai à novembre.